# Myxozoa
I Myxozoa sono un subphylum del phylum Cnidaria caratterizzati dalla vita endoparassitaria. Pur appartenendo al phylum degli cnidari o celenterati appaiono pressoché irriconoscibili perché profondamente modificati dallo stile di vita parassitario con grande riduzione degli apparati fino ad essere composti da sole poche cellule, o al limite da una sola cellula. Alcuni Myxozoa risultano essere gli organismi di minori dimensioni dell'intero regno animale.

## Biologia
La biologia dei Myxozoa è poco nota, si conosce nel dettaglio solo quella di alcune specie particolarmente dannose per specie di pesci di interesse economico.
Nella maggioranza delle specie il ciclo vitale coinvolge due ospiti: un pesce osseo e un anellide.